# Grondtoon (muziekleer)
Een grondtoon of tonica is in de muziekleer de eerste toon van een toonladder. Het is ook de toon waarop een akkoord is opgebouwd, of de laagste toon van een interval.
Sinds het begin van de 17e eeuw wordt in de klassieke muziek gebruikgemaakt van het begrip grondtoon. De voorloper van het begrip grondtoon was de zogeheten finalis (de modale slottoon van een compositie). 
De muzikale betekenis van de grondtoon vond zijn harmonische uitwerking in de functionele harmonie, door middel van het gebruik van cadensen. Bijvoorbeeld de grondtoon van de toonladder C groot is C.